# Saint-Basile, Ardèche

Saint-Basile este o comună în departamentul Ardèche din sud-estul Franței. În 1 ianuarie 2022 avea o populație de 351 de locuitori.